# Placogorgia sanguinea
Placogorgia sanguinea is een zachte koraalsoort uit de familie Plexauridae. De koraalsoort komt uit het geslacht Placogorgia. Placogorgia sanguinea werd in 1910 voor het eerst wetenschappelijk beschreven door Nutting. 